# Oskarżona: Wiera Gran
Oskarżona: Wiera Gran – biograficzna książka o Wierze Gran, śpiewaczce z warszawskiego getta, oskarżonej po wojnie o kolaborację z Niemcami, napisana przez polską pisarkę Agatę Tuszyńską i wydana w październiku 2010 roku przez Wydawnictwo Literackie.

## Opis
Publikacja oparta jest m.in. na wywiadach z Wierą Gran, archiwalnych dokumentach i zeznaniach sądowych, jak też autobiografii Wiery Gran Sztafeta oszczerców.
Oskarżona doczekała się wielu tłumaczeń, między innymi we Francji, Hiszpanii, Włoszech, Holandii, Grecji, Izraelu. 26 lutego 2013 r. ukazała się w Stanach Zjednoczonych, a 11 marca 2013 wyszła nakładem niemieckiego wydawnictwa Suhrkamp/Insel.
Książka wywołała w 2010 r. reakcję Andrzeja Szpilmana, który sprzeciwił się zawartym jego zdaniem w książce sugestiom, że jego ojciec Władysław Szpilman współpracował z Gestapo i policją żydowską. Adwokaci Andrzeja Szpilmana żądali przeprosin i zakazu dystrybucji książki bądź usunięcia z książki fragmentów godzących w dobra osobiste Władysława Szpilmana.
Wyższy Sąd Krajowy w Hamburgu zakazał wydawnictwu Insel Verlag zamieszczania w niemieckim wydaniu książki fragmentów sugerujących, że Szpilman uczestniczył w akcji policji żydowskiej w getcie w 1942 r. Orzeczenie z 21 maja 2013 r. nie dotyczyło wydrukowanego i znajdującego się już w księgarniach pierwszego wydania książki, która ukazała się w Niemczech w marcu w nakładzie 3 tys. egzemplarzy pod tytułem Piosenkarka z getta. Życie Wiery Gran. Zakaz sądowy został uznany przez pełnomocników wydawnictwa, które wycofało również elektroniczne wydanie książki z obiegu.
W listopadzie 2014 roku Sąd Apelacyjny w Warszawie w prawomocnym wyroku oddalił pozew wdowy po Władysławie Szpilmanie. Sąd uznał, że „swoboda twórczości literackiej i prawo do wolności wypowiedzi są ważniejsze niż kult pamięci po zmarłym” – uznał sąd.
W 2016 roku Sąd Najwyższy w sprawie kasacyjnej nakazał Sądowi Okręgowemu jeszcze raz rozważyć pewne aspekty sprawy.
Negatywna recenzja w „New York Times” w maju 2013 określa książkę jako pogoń za sensacją i brak wyważonego podejścia do sprawy konfliktu Szpilman-Gran. Jednocześnie określa Wierę Gran jako fascynującą i tragiczną postać.